# Severo Ochoa
Severo Ochoa (Luarca, 24 de setembro de 1905 — Madrid, 1 de novembro de 1993) foi um bioquímico espanhol naturalizado estadunidense (1956).

## Carreira
Com formação inicial na Universidade de Madrid, também estudou e defendeu trabalhos em Glasgow, Berlim e Heidelberg. Ensinou nas universidades de Madrid, Heidelberg e Oxford. Instalou-se nos Estados Unidos (1940), onde iniciou trabalhando numa faculdade do College of Medicine da New York University (1942) e passou a chefiar o departamento de bioquímica (1954).
Foi pioneiro na síntese do ácido nucleico (1955).
Sintetizou pioneiramente o ácido nucleico, que são cadeias extremamente grandes que compõem moléculas complexas que existem em todas as células vivas e controlam sua hereditariedade.
Recebeu o Nobel de Fisiologia ou Medicina de 1959, por suas pesquisas com o RNA, em conjunto com o bioquímico estadunidense Arthur Kornberg, da Universidade de Stanford, este pelas pesquisas com o DNA.

## Publicações
Entre seus artigos mais citados estão os publicados com os títulos:
- «Malic Dehydrogenase from Pig Heart.» (1955)
- «Malic Enzyme.» (1955)
- «Biosynthesis of Dicarboxylic Acids by Carbon Dioxide Fixation.1. Isolation and Properties of an Enzyme from Pigeon Liver Catalyzing the Reversible Oxidative Decarboxylation of L-Malic Acid.» (1948)
- «Isocitric Dehydrogenase System (TPN) from Pig Heart.» (1955)
- «Enzymic Synthesis of Polynucleotides.1. Polynucleotide Phosphorylase of Azotobacter vinelandii.» (1956)